# Progreso de Obregón (kommun i Mexiko)
Progreso de Obregón är en kommun i Mexiko.   Den ligger i delstaten Hidalgo, i den sydöstra delen av landet, 100 km norr om huvudstaden Mexico City. Antalet invånare är 4 630. Arean är 106 kvadratkilometer.
Terrängen i Progreso de Obregón är kuperad åt nordväst, men åt sydost är den platt.
Följande samhällen finns i Progreso de Obregón:
- Progreso de Alvaro Obregon
- El Moreno
- Fraccionamiento Progreso
- La Mora
- Los Pinos